# کاروی گوتلر
کاروی گوتلر (به مجاری: Güttler Károly) (زادهٔ ۱۵ ژوئن ۱۹۶۸) شناگر اهل مجارستان است.